# Señal de audio

Representación gráfica de la onda de la palabra "above" (encima en inglés)

Un audio es una señal suceptible a los sentidos del cuerpo humano eléctricamente exacta a una señal sonora; normalmente está acotada al rango de frecuencias audibles por los seres humanos, que está aproximadamente entre los 20 y los 20.000 Hz (el equivalente, casi exacto a 7 octavas).
Dado que el sonido es una onda de presión se requiere un transductor de presión (un micrófono) que convierte las ondas de presión de aire (ondas sonoras) en señales eléctricas (señales analógicas).
La conversión contraria se realiza mediante un altavoz —también llamado bocina o altoparlante en algunos países latinoamericanos, por traducción directa del inglés loudspeaker—, que convierte las señales eléctricas en ondas de presión de aire.
Solamente un micrófono puede captar adecuadamente todo el rango audible de frecuencias, en cambio para reproducir fidedignamente ese mismo rango de frecuencias suelen requerirse dos altavoces (de agudos y graves) o más.
Una señal de audio se puede caracterizar, someramente, por su (valor de pico, rango dinámico, potencia, relación señal-ruido) o por su composición espectral (ancho de banda, frecuencia fundamental, armónicos, distorsión armónica, etcétera).
Así, por ejemplo, una señal que represente voz humana (señal vocal) no suele tener información relevante más allá de los 10 kHz, y de hecho en telefonía fija se toman solamente los primeros 3,8 kHz. Con 2 kHz basta para que la voz sea comprensible, pero no para reconocer al hablante.

## Flujo de señales
Flujo de señales es el término utilizado para describir la trayectoria de una señal de audio que realiza desde la fuente hasta el altavoz o dispositivo de grabación. Es un concepto habitual en entornos como los estudios de grabación donde el flujo de señales suele ser complicado pasando la señal eléctrica por muchos equipos distintos.

## Grabación y reproducción de señales de audio
Las dos principales clases de tecnologías de grabación de sonido son la grabación analógica y la grabación digital.
La grabación analógica de sonido se consigue con un micrófono de diafragma capaz de detectar cambios en la presión del aire (que constituyen el sonido en sí) y grabar estas fluctuaciones en un medio como un fonógrafo o una cinta magnética. La reproducción analógica de sonido es el proceso inverso, en el que un altavoz causa cambios en la presión del aire de su entorno formando ondas acústicas siguiendo los patrones físicos o magnéticos grabados en el soporte fuente. 
La reproducción y grabación digital de audio utiliza las mismas tecnologías analógicas de entrada y salida (micrófono, altavoz) pero con una transformación digital de la señal que permite un almacenamiento y transmisión de los datos mucho más flexible y potente. La transformación digital implica una pérdida de fidelidad respecto a la señal analógica considerada continua. No obstante, tiene otros factores a su favor como menores interferencias electromagnéticas o por polvo en la reproducción o el hecho de no existir problemas de deterioro mecánico o por corrosión del medio de almacenamiento.